# Bana (Bana)
Pour les articles homonymes, voir Bana.
Bana est une commune rurale et le chef-lieu du département de Bana situé dans la province des Balé de la région de la Boucle du Mouhoun au Burkina Faso.

## Démographie
| 2003  | 2006  | 2012 |
| ----- | ----- | ---- |
| 2 769 | 2 943 | -    |

## Santé et éducation
Bana accueille un centre de santé et de promotion sociale (CSPS) tandis que le centre médical avec antenne chirurgicale (CMA) de la province se trouve à Boromo.